# Ranunculus pinguis
Ranunculus pinguis är en ranunkelväxtart som beskrevs av Hook. f. Ranunculus pinguis ingår i släktet ranunkler, och familjen ranunkelväxter. Inga underarter finns listade i Catalogue of Life.